# Prix Vitet
Le prix Vitet, de la fondation du même nom, est un ancien prix annuel de littérature, créé en 1873 par l'Académie française et « attribué sans condition précise ».
Ce n'est qu'en 1879 que ce prix prend officiellement le nom de Vitet.
Ludovic Vitet est un homme politique et écrivain français né à Paris le 18 octobre 1802 et mort à Versailles le 5 juin 1873.

## Liste des lauréats
- 1875 : 
  - Alphonse Karr
  - Henry Monnier[3]
- 1876 : 
  - François Coppée pour l'ensemble de son œuvre poétique
  - Louis Étienne (1813-1875) pour Histoire de la littérature italienne depuis ses origines jusqu’à nos jours
- 1877 : Armand Prudhomme, dit Sully Prudhomme pour André Chénier
- 1878 : 
  - Édouard Grenier
  - Joséphin Soulary
  - Gustave Toudouze
- 1879 : 
  - Thérèse Bentzon
  - Jules Claretie pour Le Drapeau
- 1880 : 
  - Albert Delpit pour L’infanterie à la guerre
  - André Theuriet
- 1881 : Jean Aicard pour Miette et Noré
- 1882 : Gustave Nadaud
- 1883 : Émile Montégut pour l'ensemble de son œuvre
- 1884 : 
  - Gustave Droz pour l'ensemble de son œuvre poétique et littéraire
  - Frédéric Mistral pour l'ensemble de son œuvre
- 1885 : 
  - Paul Bourget
  - André Lemoyne
- 1886 : 
  - Julien Daillière pour l'ensemble de son œuvre
  - Pierre Loti pour l'ensemble de son œuvre
- 1887 : 
  - Georges Lafenestre
  - Jules Lemaître
- 1888 : 
  - Ferdinand Fabre
  - Louis Gallet
- 1889 : 
  - Anatole France
  - Charles Yriarte pour César Borgia, sa vie, sa captivité et sa mort
- 1890 : Paul Mesnard
- 1891 : Joséphin Soulary pour l'ensemble de son œuvre poétique
- 1892 : 
  - Maurice Bouchor pour l'ensemble de son œuvre poétique
  - Émile Faguet
- 1893 : Guy de Maupassant
- 1894 : 
  - Arvède Barine
  - Camille Bellaigue pour Psychologie musicale
- 1895 : 
  - Gaspard de Cherville
  - Augustin Filon
- 1896 : René Bazin pour l'ensemble de ses ouvrages
- 1897 : Émile Pouvillon
- 1898 : 
  - Prince Emmanuel de Broglie
  - Jules Levallois
- 1899 : Henri de Régnier
- 1900 : Henri Cazalis
- 1901 : André de Guerne
- 1902 : André Chevrillon
- 1903 : André Hallays pour En flânant à travers la France
- 1904 : Victor Bérard
- 1905 : Jeanne Loiseau pour l'ensemble de son œuvre
- 1906 : Édouard Rod pour L'indocile
- 1907 : Marcelle Tinayre pour l'ensemble de son œuvre
- 1908 : Georges Goyau
- 1909 : Robert de la Sizeranne
- 1910 : Georges Lecomte
- 1911 : Colonel Baratier
- 1912 : Gaston Deschamps pour l'ensemble de son œuvre
- 1913 : Henry Cochin
- 1914 : Gaston Rageot
- 1915 : Art Roë pseudonyme de Patrice Mahon
- 1916 : Augustin Cochin
- 1917 : Henry Bidou
- 1918 : Pol Neveux
- 1919 : Albert-Émile Sorel
- 1920 : Louis Mercier
- 1921 : Jacques Bardoux
- 1922 : Paul Harel
- 1923 : Firmin Roz
- 1924 : Georges Grente
- 1925 : André Le Breton
- 1926 : Stéphane Lauzanne
- 1927 : Madeleine Saint-René Taillandier
- 1928 : Hippolyte Buffenoir
- 1929 : André Lichtenberger
- 1930 : Maurice Legendre
- 1931 : Louis Lefebvre
- 1932 : Marcel Bouteron et Henri Longnon pour Honoré de Balzac
- 1933 : Jean Hanoteau
- 1934 : René Dumesnil
- 1935 : Maurice Parturier (1888-1980)
- 1936 : Eugène Marsan
- 1937 : Édouard Peisson
- 1938 : Jean de Pierrefeu
- 1939 : Joseph Coudurier de Chaissaigne (1878-1961)
- 1940 : Robert Vallery-Radot
- 1941 : Jean Guitton
- 1942 : Pierre Lecomte du Noüy pour L'Avenir de l'esprit
- 1946 : M. Arigon
- 1948 : Maurice Vernet (1887-1974) pour Le problème de la vie
- 1949 : Louis de Saint-Pierre pour Rollon devant l'Histoire
- 1950 : Philippe Bertault (1879-1970) pour l'ensemble de ses travaux sur Balzac
- 1951 : Jean Mistler pour Symphonie inachevée
- 1954 : 
  - Édouard de Laboulaye (1811-1883) pour Images d’une Chine défunte
  - André Mouchoux pour L'Allemagne devant les lettres françaises, 1814 à 1835
  - René Waltz (1875-19..) pour La création poétique
- 1974 : Jacques Chouillet pour La formation des idées esthétiques de Diderot
- 1975 : François Hébert-Stevens (1922-1995) pour L’Art ancien de l’Amérique du Sud
- 1977 : Jean Montaurier pour Archives de mon cœur
- 1978 : 
  - Joseph Ball pour L’abbé Flory
  - Roger Merle (1922-2008) pour Armand Barbès, un révolutionnaire romantique
  - Humbert de Montlaur pour Flâneries autour de l’Histoire
- 1985 : Grégoire Dubreuil pour La jeunesse est lente à mourir
- 1987 : Charles Le Quintrec pour Chanticoq
- 1988 : Jacques Mercanton pour Les heures de James Joyce
- 1989 : 
  - Michel Chaillou pour La Croyance des voleurs
  - Guy Rohou (1931-....) pour Le Naufragé de Saint-Louis